# Roni Remme
Veronica „Roni“ Remme (* 14. Februar 1996 in Collingwood, Ontario) ist eine ehemalige deutsch-kanadische Skirennläuferin. Die kanadische Staatsmeisterin in der Abfahrt von 2014 ging in allen Disziplinen an den Start. Ab der Saison 2022/23 startete sie für Deutschland.

## Biografie
Roni Remme stammt aus Collingwood, Ontario, am Ufer der Georgian Bay. Im Alter von elf Jahren ging sie dort auf die National Ski Academy, an der sich auch ihren Highschool-Abschluss machte. Trotz einiger Verletzungen wurde sie ins Nachwuchsteam des kanadischen Skiverbandes aufgenommen. Ab 2015 besuchte sie die University of Utah und war Teil der Schulsportabteilung Utah Utes (NCAA). 2020 machte sie den Bachelor-Abschluss als Psychologin mit Nebenfach Wirtschaft.
Ihren ersten großen internationalen Erfolg erzielte Remme im Januar 2012, als sie im Rahmen der Olympischen Jugend-Winterspiele hinter Petra Vlhová die Slalom-Silbermedaille gewann. In der Folge debütierte sie im Februar 2012 im Nor-Am Cup, wo ihr in der Saison 2012/13 erste Spitzenergebnisse gelangen. Im März 2014 gewann sie überraschend den kanadischen Meistertitel in der Abfahrt vor Marie-Pier Préfontaine und Erin Mielzynski. Bei zwei Juniorenweltmeisterschaften, bei denen sie in allen Disziplinen an den Start ging, erreichte sie als bestes Resultat 2015 in Hafjell einen zehnten Rang im Slalom. Von Verletzungen geplagt, gelang es ihr nach zahlreichen Ausfällen erst in der Saison 2016/17 wieder konstante Ergebnisse im Nor-Am Cup einzufahren.
Am 1. Dezember 2017 gab Remme in der Abfahrt von Lake Louise ihr Weltcup-Debüt und belegte Platz 46. Vier Wochen später gewann sie bei ihrem vierten Start als 26. des Slaloms von Lienz ihre ersten Weltcuppunkte. Bei ihrem zweiten Slalomstart verpasste sie in Zagreb als Elfte nur um eine Hundertstelsekunde die Top 10. Bei ihrem ersten Großereignis, den Olympischen Winterspielen in Pyeongchang, verzeichnete sie drei Starts, wobei ihre beste Platzierung ein 23. Rang in der Abfahrt blieb. In den Nor-Am Cup 2017/18 startete sie höchst erfolgreich, als sie im Dezember 2017 innerhalb von zehn Tagen sechs Rennen gewann, nämlich zwei Slaloms, zwei Super-G, eine Abfahrt und eine Kombination. Gegen Ende der Saison kam ein weiterer Abfahrtssieg hinzu. Damit entschied sie die Gesamt-, Abfahrts- und Super-G-Wertung für sich. Im Dezember 2018 erzielte Remme mit Rang acht im Slalom am Semmering erstmals eine Platzierung unter den besten zehn. Bei ihren ersten Weltmeisterschaften in Åre war ihr bestes Resultat der fünfte Platz in der Kombination. Zwei Wochen später gelang ihr mit Rang zwei in der Kombination von Crans-Montana erstmals ein Weltcup-Podestplatz.
Im Winter 2020/21 setzte Remme voll auf den Slalom, was sich jedoch als Fehlentscheidung erwies. In fünf Weltcuprennen verpasste sie dreimal den zweiten Durchgang und schied zweimal im ersten Durchgang aus. Die darauf folgende Saison 2021/22 verlief nur unwesentlich besser und sie klassierte sich lediglich dreimal in den Punkterängen. Aufgrund der mangelnden Ergebnisse verlor sie ihren Kaderstatus im kanadischen Nationalteam. Am 12. Oktober 2022 gab Remme bekannt, dass sie in Zukunft für den Deutschen Skiverband an den Start gehen werde. Ihre Großmutter stammt aus Deutschland, weshalb ein Nationswechsel verhältnismäßig einfach war. Bereits im Mai desselben Jahres waren diesbezüglich Gerüchte aufgetaucht, nachdem sie nicht mehr als Mitglied des kanadischen Verbands aufschien. Eine Teilnahme an den deutschen Meisterschaften in Garmisch-Partenkirchen hatte die Spekulationen zusätzlich befeuert. Beim Training zur ersten Weltcupabfahrt in Lake Louise zog sich Remme allerdings einen Kreuz- und Innenbandriss zu, weshalb sie die weitere Saison 2022/23 verpasste.
Am 20. Dezember 2023 feierte Remme ihren ersten Rennsieg für Deutschland, als sie den FIS-Riesenslalom am Pampeago für sich entscheiden konnte.
In den darauffolgenden Jahren konnte Remme jedoch nicht mehr an ihre früheren Leistungen anknüpfen. Am 23. April 2025 gab sie schließlich ihr Karriereende bekannt.

## Erfolge

### Olympische Spiele
- Pyeongchang 2018: 23. Abfahrt, 27. Slalom, 37. Super-G
- Peking 2022: 24. Abfahrt, 24. Super-G

### Weltmeisterschaften
- Åre 2019: 5. Alpine Kombination, 9. Mannschaftswettbewerb, 12. Slalom, 28. Abfahrt

### Weltcup
- 4 Platzierungen unter den besten zehn, davon 1 Podestplatz

### Weltcupwertungen
| Saison  | Gesamt | Gesamt | Abfahrt | Abfahrt | Super-G | Super-G | Slalom | Slalom | Kombination | Kombination |
| Saison  | Platz  | Punkte | Platz   | Punkte  | Platz   | Punkte  | Platz  | Punkte | Platz       | Punkte      |
| ------- | ------ | ------ | ------- | ------- | ------- | ------- | ------ | ------ | ----------- | ----------- |
| 2017/18 | 96.    | 29     | –       | –       | –       | –       | 37.    | 29     | –           | –           |
| 2018/19 | 41.    | 204    | 44.     | 9       | 47.     | 3       | 20.    | 112    | 2.          | 80          |
| 2019/20 | 53.    | 114    | 47.     | 6       | –       | –       | 25.    | 50     | 7.          | 58          |
| 2021/22 | 96.    | 27     | –       | –       | 49.     | 13      | 45.    | 14     | –           | –           |

### Nor-Am Cup
- Saison 2012/13: 3. Kombinationswertung
- Saison 2013/14: 4. Slalomwertung
- Saison 2016/17: 9. Gesamtwertung, 6. Abfahrtswertung, 7. Super-G-Wertung
- Saison 2017/18: 1. Gesamtwertung, 1. Abfahrtswertung, 1. Super-G-Wertung, 2. Kombinationswertung, 7. Slalomwertung
- Saison 2019/20: 7. Slalomwertung
- 14 Podestplätze, davon 8 Siege:

| Datum             | Ort             | Land   | Disziplin   |
| ----------------- | --------------- | ------ | ----------- |
| 5. Dezember 2017  | Lake Louise     | Kanada | Abfahrt     |
| 8. Dezember 2017  | Lake Louise     | Kanada | Super-G     |
| 10. Dezember 2017 | Panorama        | Kanada | Super-G     |
| 10. Dezember 2017 | Panorama        | Kanada | Kombination |
| 13. Dezember 2017 | Panorama        | Kanada | Slalom      |
| 14. Dezember 2017 | Panorama        | Kanada | Slalom      |
| 1. März 2018      | Copper Mountain | USA    | Abfahrt     |
| 7. Februar 2020   | Osler Bluff     | Kanada | Slalom      |

### Juniorenweltmeisterschaften
- Jasná 2014: 33. Abfahrt, 34. Super-Kombination, 66. Super-G
- Hafjell 2015: 10. Slalom, 33. Abfahrt, 35. Super-Kombination, 49. Super-G

### Olympische Jugend-Winterspiele
- Innsbruck 2012: 2. Slalom, 9. Super Kombination, 15. Riesenslalom, DNF Super-G

### Sonstige Erfolge
- Kanadische Meisterin in der Abfahrt 2014
- Kanadische Jugendmeisterin im Riesenslalom 2013
- 11 Siege in FIS-Rennen